# Iranolacerta
Genre
Iranolacerta est un genre de sauriens de la famille des Lacertidae.

## Répartition
Les espèces de ce genre se rencontrent dans l'ouest de l'Iran et dans le sud de l'Azerbaïdjan.

## Liste des espèces
Selon The Reptile Database (24 janvier 2013) :
- Iranolacerta brandtii (De Filippi, 1863)
- Iranolacerta zagrosica (Rastegar-Pouyani & Nilson, 1998)

## Publication originale
- Arnold, Arribas & Carranza, 2007 : Systematics of the Palaearctic and Oriental lizard tribe Lacertini (Squamata: Lacertidae: Lacertinae), with descriptions of eight new genera. Zootaxa, no 1430, p. 1-86.